# Diocesi di Susterin

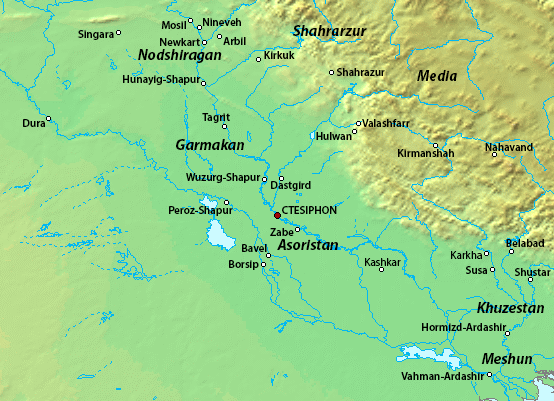
Mappa della Mesopotamia in epoca sasanide; a sud-est l'indicazione della provincia persiana del Khūzestān e della città di Shushtar.

La diocesi di Susterin è un'antica sede della Chiesa d'Oriente, suffraganea dell'arcidiocesi di Beth Lapat, attestata dal V al IX secolo.

## Storia
Susterin, corrispondente all'odierna città iraniana di Shushtar, era una città della provincia persiana del Khūzestān (o Huzistan), nota in siriaco come Beth Huzaye e corrispondente all'incirca alla moderna regione di Ilam (o Elam).
Poco si conosce dell'origine del cristianesimo a Shushtar e ignoto è il periodo di fondazione della diocesi. Di certo, all'epoca delle persecuzioni contro i cristiani ordinate dal re persiano Sapore II, tra i compagni di martirio di Mar Simone bar Sabbae, catholicos della Chiesa d'Oriente (341), ci fu anche Hormizd, prete di Shushtar.
Nel concilio convocato dal patriarca Mar Isacco nel 410, la diocesi di Shushtar fu assegnata alla provincia ecclesiastica dell'arcidiocesi di Beth Lapat. In questa occasione è noto il nome del primo vescovo della città, ʿAbdishoʿ, menzionato nel canone XXI degli atti conciliari, mentre gli stessi furono firmati dal vescovo Simone Barduq; secondo Fiey, non è raro in questo periodo della storia dei cristiani di Persia, la presenza di più vescovi contemporaneamente nella stessa sede episcopale. La stessa cosa si nota nel concilio del 424, con i vescovi Miles e ʿAbdishoʿ.
Durante la crisi che colpì la Chiesa d'Oriente nella prima metà del VI secolo per la presenza di due patriarchi rivali, Mar Elisha e Mar Narsai, anche in Shushtar si formò uno scisma, per la presenza del legittimo vescovo Eliseo, cui si contrappose l'illegittimo Simone di Nisibi, che in seguito venne destituito e ridotto a semplice prete.
L'ultimo vescovo conosciuto di Shushtar è Salomone, menzionato nel 900 in un manoscritto della Biblioteca nazionale di Francia. Ignota è la sorte della diocesi, di cui non si conosce più nulla dopo il IX secolo. Al tempo di Mubāriz al-Dīn Muḥammad ibn al-Muẓaffar (1314-1358), Shushtar divenne la città più importante del Khūzestān, ma non ci sono testimonianze che i cristiani, che ancora dovevano vivere in città, avessero un loro vescovo.

## Cronotassi dei vescovi
- ʿAbdishoʿ † (menzionato nel 410)
- Simone Barduq † (menzionato nel 410)
- Gura † (menzionato nel 420)
- Miles † (menzionato nel 424)
- ʿAbdishoʿ † (menzionato nel 424)
- Pusai † (menzionato nel 486)
- Yazdegerd † (menzionato nel 497)
- Eliseo † (prima del 544 - dopo il 554)
  - Simone di Nisibi † (circa 544) (vescovo illegittimo)
- Daniele † (menzionato nel 576)
- Stefano † (menzionato nel 585)
- Ahishma † (menzionato nel 605)
- Giorgio † (menzionato tra il 650 e il 659)[7]
- Emmanuele † (menzionato tra il 795 e l'804)
- Abramo † (? - 853 nominato patriarca della Chiesa d'Oriente)
- Salomone † (menzionato nel 900)[8]